# Велике місячне дурисвітство

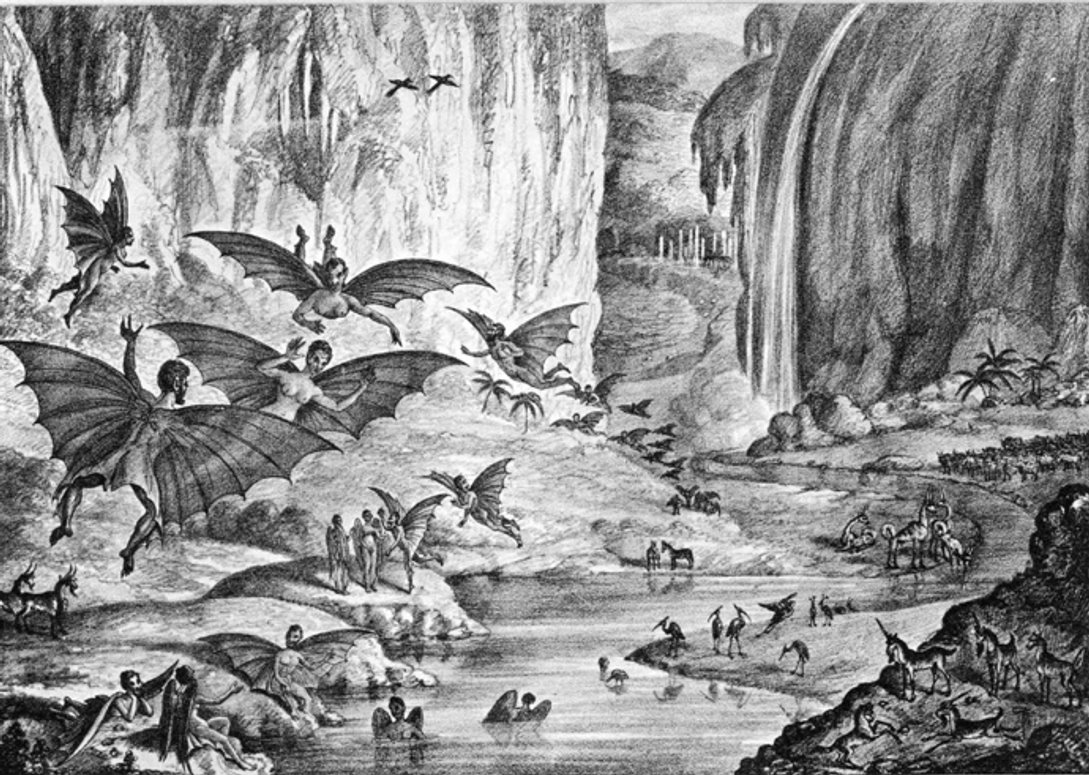
Місячні люди-кажани, тварини і краєвид. Літографія XIX століття

«Велике місячне дурисвітство» (англ. The Great Moon Hoax), або місячна «качка» — серія з шести опублікованих у першій половині XIX століття в нью-йоркській газеті Sun нарисів про нібито наявні на Місяці розумне життя та цивілізацію, відкриття яких приписувалося астроному Джону Гершелю. Автором містифікації вважають журналіста Sun Річарда Адамса Лока, який ніколи, втім, публічно не зізнавався в цьому. На авторстві Лока наполягав його близький друг і біограф Вільям Гріггс, який опублікував 1852 року життєпис журналіста, проте питання досі остаточно не вирішено.

## Зміст

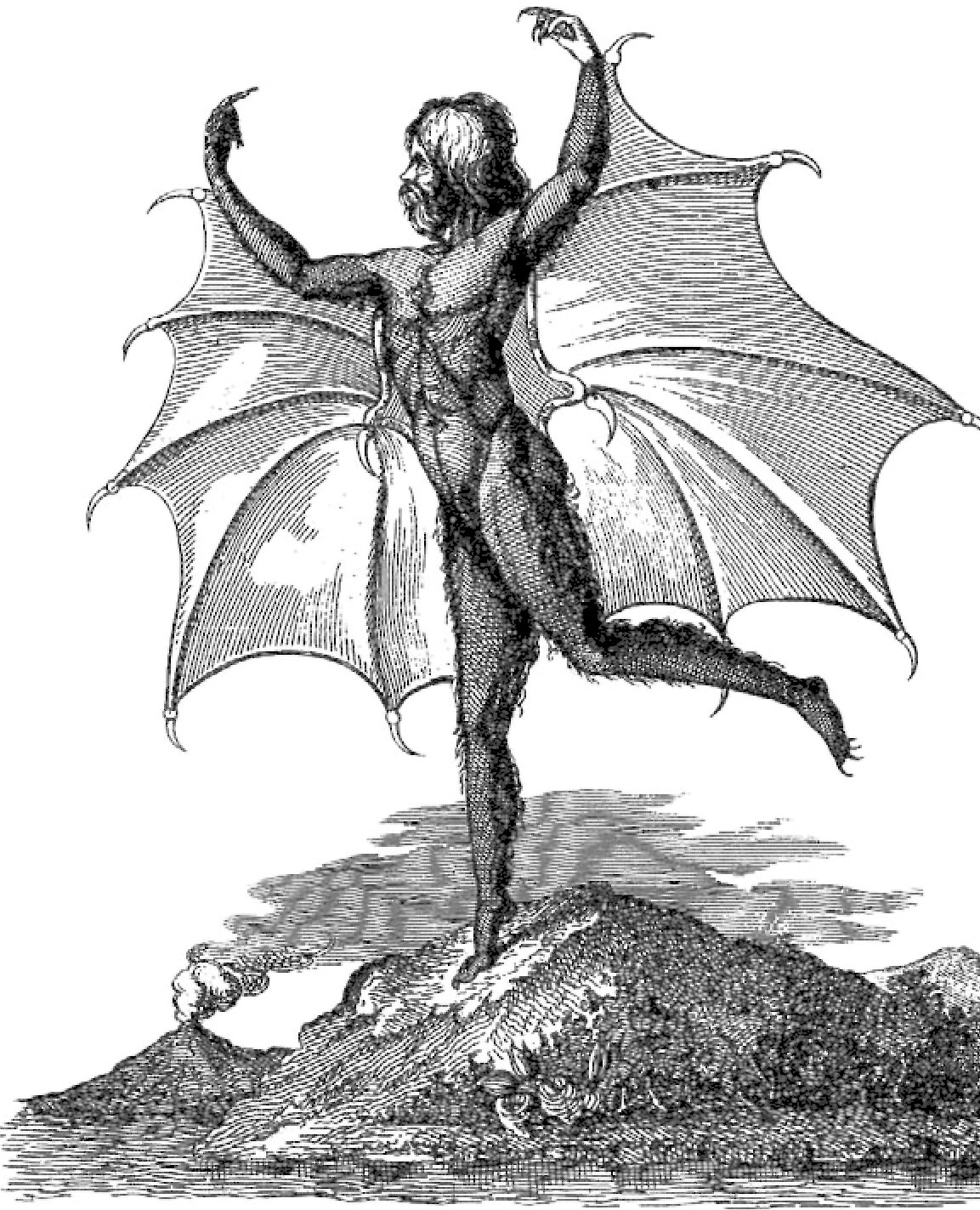
Місячна людина-кажан. Літографія з неапольського видання 1836 року

Серія з шести статей послідовно виходила в номерах Sun від 25 до 31 серпня 1835 року (з перервою на два вихідні дні, коли газета не виходила). Заголовок кожної з них говорив:
|  | …Це був храм у формі рівностороннього трикутника, стіни його були складені з полірованого сапфіру, або іншого такого ж чудового синього каменю, що подібно до сапфіру переливався мільярдами золотистих іскор, що поблискували і вигравали у світлі сонячних променів. (…) Дах зроблений був із якогось жовтого металу і складався з трьох частин, які являли собою аж ніяк не трикутники, що сходяться до центру, але додатково дробилися, викривлялися і розділялися між собою, утворюючи картину бурхливого полум'я, що почалося з єдиного вогнища загоряння. (...) Це архітектурне рішення так красномовно говорило саме за себе і було виконано настільки бездоганно, щоб його ні на хвилину не можна було прийняти за творіння природи. Крізь щілини між цими металевими язиками полум'я ми змогли розглянути кулю з темнішого і матовішого металу, за кольором схожого з міддю, яку зовнішні частини закривали собою і танцювали навколо, ніби намагаючись поглинути й спалити дощенту. (…) Що натхненні майстри, що побудували його, хотіли передати, зображуючи кулю, оточену язиками полум'я? Чи хотіли вони в такий спосіб розповісти про катастрофу, яка спіткала в давні часи їхній світ, чи передбачити катастрофу, яка очікує в майбутньому наш? |

Перша стаття серйозним тоном повідомляла про те, що Джон Гершель нібито створив небачений за величиною телескоп-рефлектор, влаштований за новим принципом. Було наведено докладний опис будови цього телескопа: вага його гігантського дзеркального об'єктива становила близько семи тонн; телескоп-рефлектор нового зразка, принципово позбавлений труби, міг повертатися за допомогою системи важелів; до окуляра було приєднано мікроскоп, що нібито дозволяло багаторазово досягти 42-тисячного збільшення зображення і виводити його на укріплений на стіні екран, де можна було розглянути найдрібніші подробиці.
Англійський уряд, який виділив гроші на будівництво такого неймовірного приладу, зобов'язав усіх посвячених до збереження повної таємниці, нібито для того, щоб уникнути ганьби за невдалих результатів, а в разі удачі отримати можливість «подати їх у всьому блиску до більшої слави нації та корони». Можливість першою опублікувати відомості про зроблені відкриття «Sun» отримала завдяки дружбі одного зі своїх журналістів з таким собі доктором Ендрю Ґрантом, учнем Вільяма Гершеля і «беззмінним секретарем» Джона Гершеля (пізніше з'ясувалося, що ніякого доктора Ґранта не існує).
Використання цього незвичайного інструменту дозволило Гершелю «затвердити нову кометну теорію; також, розв'язавши або багато в чому уточнивши розв'язки майже всіх найважливіших задач, що стоять перед математичною астрономією», роздивитися місячну поверхню на видимій відстані близько 100 англійських ярдів і, нарешті, зробити приголомшливе відкриття, що Місяць населений расою людиноподібних істот.
Виїхавши на мис Доброї Надії з метою точного вимірювання дуги меридіана, для чого слід було вивчити проходження Меркурія сонячним диском, Гершель та його помічники в короткий час зуміли збудувати невелику дерев'яну будівлю обсерваторії, серцем якої і став телескоп-гігант. .

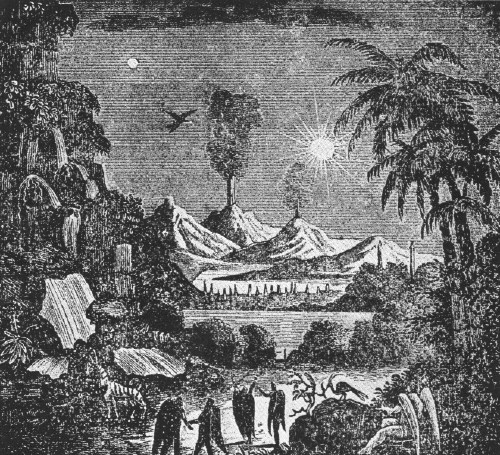
«Відкриття, зроблені на Місяці». Літографія «Sun», 16 жовтня 1835 року

Навівши окуляр телескопа на Місяць, Гершель роздивився на його поверхні моря, океани, річки, численні вулкани, як активні, так і згаслі, ялинові й листяні ліси, пальми, і, зрештою, фрукти та квіти. У статті також описано неймовірні пейзажі: острови гірського кришталю з пляжами, засипаними уламками цього ж каменю, що виграє на сонці всіма кольорами веселки, гірські піки зі суцільних сапфірів, і прозорі кварцові гребені, що перетинають навскіс місячні озера.
У поле зору телескопа потрапляли численні звірі та птахи, серед яких були подоби земних бізонів і овець, кумедні звірі, що нагадували кіз синього кольору, але з єдиним рогом, що ріс посередині чола, — так що долину, де їх помітили вперше, було вирішено назвати «Долиною Єдинорога». Тут же виявлено рогатих ведмедів, кілька різновидів оленів та безліч видів птахів, зокрема, сірих пеліканів, лелек та диких голубів.
Крім того, Гершелю нібито вдалося виявити перші сліди розумних істот, що населяли Місяць. Ними виявилися двоногі бобри, які жили в хатинах і вміли користуватися вогнем, про що свідчили струмки диму, що курилися над дахами. Ці бобри, які зазвичай носили своїх малюків у передніх кінцівках, кілька разів потрапляли в поле зору телескопа, а потім удалося спостерігати і більш подібних до людини істот.
Це були люди-кажани («Vespertilio-homo»), які мали перетинчасті крила, як у кажанів, обличчям нагадували орангутанів, зарослих темною шерстю, і займалися виключно поїданням фруктів, купанням у місячних річках, перельотами з місця на місце і розвагами, про які було сказано, що їх «дуже складно узгодити з нашими земними поняттями про пристойність».
Подальші спостереження показали, що на Місяці існує не одна, а кілька рас крилатих людей-кажанів, причому, що світліший відтінок їхньої шкіри, то до більш високорозвиненої спільноти вони належать, залишаючись при цьому такими ж наївними і незіпсованими природними істотами. Останній із цих різновидів, опис якого викладено в номері за 31 серпня, своїм виглядом «майже не поступається ангелам».
Крім того, спостереження показали, що принаймні частина місячних людей-кажанів здатна до виконання складних будівельних завдань, створення предметів побуту та творів мистецтва. Вінцем спостереження виявився місячний храм зі стінами з полірованого сапфіру та мідним дахом.

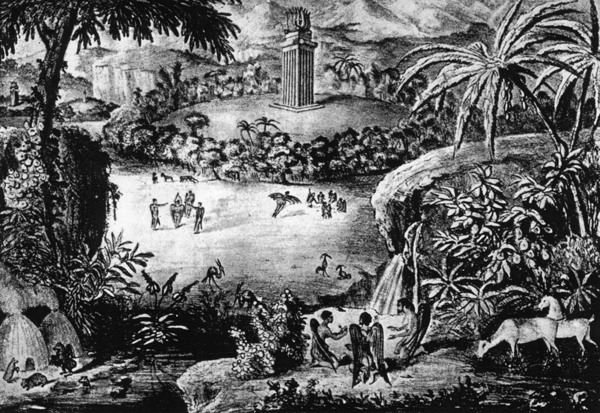
Веселкова Бухта і Місячний храм. Літографія з газети «Sun», 25 серпня 1835 року

|  | ВЕЛИЧНІ АСТРОНОМІЧНІ ВІДКРИТТЯ, ЯКІ ЗДІЙСНИВ ЗОВСІМ НЕДАВНО СЕР ДЖОН ГЕРШЕЛЬ, ДОКТОР ПРАВА, ЧЛЕН КОРОЛІВСЬКОГО АСТРОНОМІЧНОГО ТОВАРИСТВА І Т. Д., ЩО ПЕРЕБУВАЄ НА МИСІ ДОБРОЇ НАДІЇ [На основі матеріалів, викладених у единбурзькому Джорнел оф Саєнс] |

Храм був порожнім, усередині нього, між сапфіровими колонами, не видно було ні вівтарів, ні жертовників, ні молільників, що дозволило припустити, що це не релігійна, а наукова споруда, або пам'ятник, збудований давно минулими поколіннями або навіть загиблою цивілізацією.
Зрештою спостереження припинили через те, що оптика телескопа, сфокусувавши сонячні промені і спрацювавши на кшталт запального скла, спричинила пожежу в обсерваторії. Полагодивши через деякий час прилад, Джон Гершель направив його в бік Сатурна, оскільки за час, поки тривав ремонт, Місяць перестав бути видимим, і мимохідь визначив, що кільця, які оточують Сатурн, складаються з уламків двох планет, рознесених колись на шматки космічним вибухом, причому на їхній поверхні ще помітні сліди «морів і гір». Остання стаття закінчувалася обіцянкою, що незабаром новий офіційний звіт Джона Гершеля і Королівського астрономічного товариства додасть до вже опублікованого безліч разючих подробиць.

## Авторство

### Річард Адамс Лок

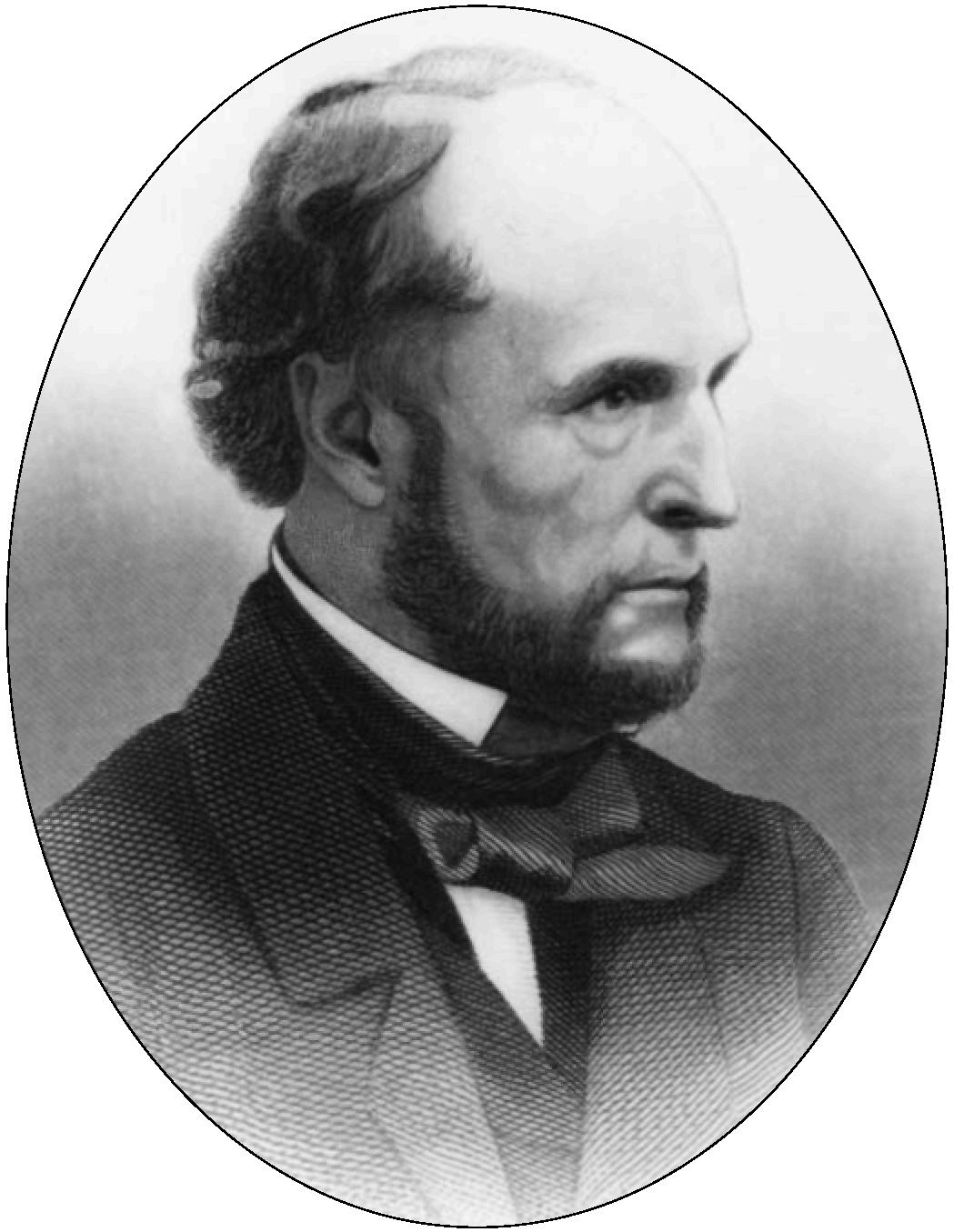
Єдиний відомий портрет автора місячної «качки» Річарда Адамса Лока

Автором статей вважають редактора газети New York Sun Річарда Адамса Лока (22 вересня 1800 — 16 лютого 1871), в біографії якого є багато різночитань. Зокрема, в ранньому її варіанті, який 1852 року опублікував Вільям Гріггс, йдеться, що журналіст народився в Нью-Йорку, тоді як сучасні дослідники вважають, що він з'явився на світ у селі Іст-Бренд, у графстві Сомерсет (Велика Британія) (про що свідчить збережений документ із записом про хрещення), а пізніше оголошував себе уродженцем Нью-Йорка, що полегшувало пошуки роботи, якої він відчайдушно потребував, утративши місце журналіста.
Він походив із стародавнього шляхетного роду, який мав власний герб із зображенням трьох соколів і протягом багатьох поколінь справно постачав на службу англійській короні священиків, шерифів, армійських офіцерів і купців.
Існувало хибне припущення, що Річард Лок є прямим нащадком відомого філософа Джона Лока. Насправді філософ ніколи не був одруженим і, мабуть, не мав дітей. Ймовірно, прямим предком журналіста в п'ятому коліні є Льюїс Лок, дядько філософа, відомий лише тим, що чотири рази був одруженим і від усіх своїх дружин нібито мав тридцять п'ять дітей. Сам містифікатор був сином Річарда та Анни Лок (уродженої Адамс), причому був названий Річардом на честь батька і носив подвійне прізвище, що дісталося йому від обох батьків. Майбутній журналіст був третьою дитиною в сім'ї і мав чотирьох сестер і брата, який помер у дитячому віці. Він здобув домашню освіту, спочатку навчившись у матері читання, письма та початків наук. У віці 10 років продовжив заняття зі спеціально найнятим педагогом, причому показав себе дуже здібним учнем, який мав явний потяг до знань. Майбутній журналіст рано полюбив читання та захоплювався пригодницькими романами, серед яких особливо виділяв «Робінзона Крузо» та «Мандри Гулівера».
Надалі Річард Лок, за його власним твердженням, продовжив освіту на теологічному факультеті в одному із найстаріших англійських університетів — Кембриджі; але і це ймовірно, неправда (у повному списку студентів цього університету від часу його заснування і аж до 1900 року, так званому Alumni Cantabrigiensis присутні дев'ять осіб на прізвище Лок, серед яких немає жодного Річарда Адамса). Насправді, мабуть, посварившись із батьком, який наполягав на тому, щоб він продовжив сімейну традицію і став землеміром, Річард поїхав до Лондона. Зі скупих свідчень, що збереглися, можна зробити висновок, що він приєднався до республіканців, зайнявши таким чином ледь не крайню ліву позицію серед політичних течій, які були в ті часи, і навіть якийсь час «без жодного успіху» намагався співпрацювати в газеті «Republican». Ймовірно, він пропрацював деякий час у виданні Ліверпуля «Бджола» (англ. The Bee) і журналі Imperial Magazine, заснованому методистським священиком Семюелом Дрю, а також ще в кількох лондонських і провінційних журналах, також без особливого успіху. 1826 року він одружився з Естер Боурінг і вимушено повернувся додому, оскільки прогодувати сім'ю лише своїми доходами не мав змоги. У серпні 1830 року в нього народилася дочка, яку назвали Аделаїдою.
Сам Лок, намагаючись якнайменше згадувати цей не дуже вдалий період, розповідав своєму другові та біографу Вільяму Гріггсу, ніби близько 1808 року завербувався в Канадські інженерні війська, де отримав офіцерське звання і служив у армії, починаючи від Піренейської війни і аж до битви при Ватерлоо (тобто до 1815 року). Але, як з'ясувалося вже нині, Локк і цього разу не втримався від обману. Навіть якщо припустити, що він або його біограф переплутав дату (справді, Піренейська війна закінчилася, коли йому ледве виповнилося 15 років), і реальний час служби припав на пізніший період, його ім'я значилося б у списках військовослужбовців Канади, але докладні пошуки, вжиті вже в XXI столітті, нічого не дали. Насправді, позбавлений батьком спадщини, він перебрався зі сім'єю до США. Точна дата переїзду невідома, але відомо, що 1835 року він отримав місце редактора в газеті Sun, що належала до категорії «жовтої преси» і не мала успіху. Спочатку він спеціалізувався на кримінальних репортажах, а потім опублікував свій витвір, який прославив і його, і газету. Наступного року він залишив редакцію Sun і почав видавати власну газету «Нова ера» (англ. The New Era), у якій опублікував ще одну містифікацію про зниклий рукопис Мунго Парка, яка не здобула, однак, такої гучної популярності. 1851 року він залишив ремесло репортера, офіційно — через слабке здоров'я, а на думку сучасних дослідників — через важкий і впертий характер, повне невміння порозумітися з владою і тягою до спиртного, яка розвинулася з роками. Останні два десятиліття життя служив митником у Нью-Йорку і помер у лютому 1871 року.

### Інші думки про авторство

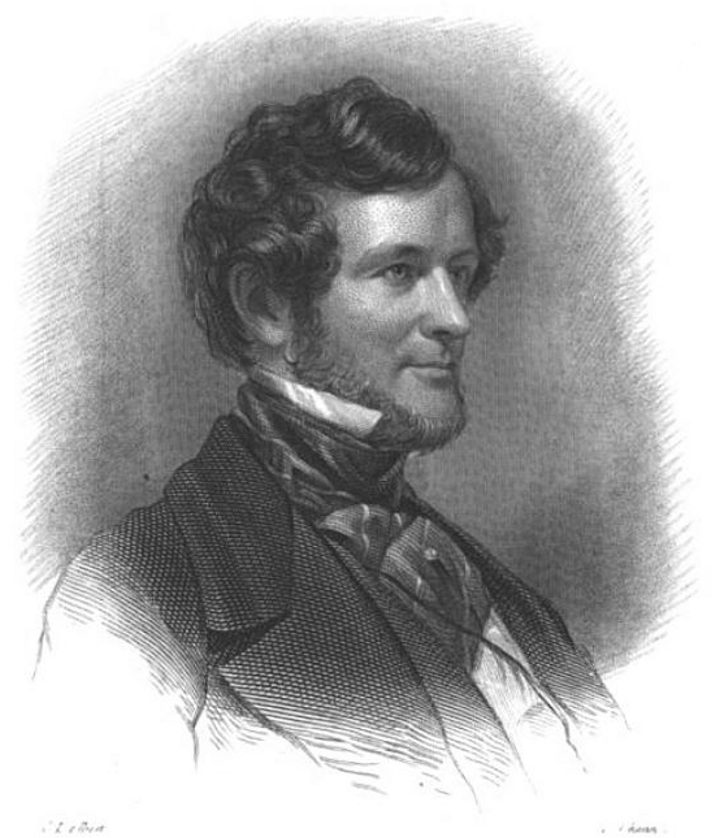
Ще один кандидат в автори — Льюїс Гейлорд Кларк

Лок ніколи не визнавав публічно, що є автором статей, при тому, що конкурентні видання прямо заявляли про це від самого початку, він так само завзято і до кінця спростовував подібні вигадки, лише набагато пізніше визнавши цей факт у розмові зі своїм другом та майбутнім біографом Вільямом Гріггсом, — проте, невідомо, наскільки містифікатор був чесним цього разу. Тому й досі існує думка, що в «дурисвітстві» брали участь і інші особи. Так, іноді в цій ролі згадують Джозефа Ніколле, французького географа, який тоді подорожував Америкою (хоча в момент опублікування статей він перебував у штаті Міссісіпі), і, як іноді вважають, списав своє творіння з оповідання Едгара Аллана По «Дивовижна пригода Ганса Пфааля», яке виходило тоді ж.
Ще одним кандидатом у автори є Льюїс Гейлорд Кларк, редактор журналу The Knickerbocker. Вважають, що саме до нього звернувся по консультацію малообізнаний з астрономічних питань Лок, і саме Льюїс Кларк порадив надати фальшивці форми щоденника, нібито вже опублікованого таким шановним виданням як Edinburgh Scientific Journal. Він, як іноді вважають, склав основну канву історії, списавши її з «Ганса Пфааля», з наміром у такий спосіб насолити По, з яким давно ворогував. Так чи інакше, автор «Пфааля» так і не зміг йому пробачити цього, при тому, що Лок надав задуму більш-менш літературної форми. Проте доказів, що хтось, окрім Лока, був автором містифікації, немає.

## Створення фальшивки

### Ступінь поінформованості та психологічний настрій
Автор «місячної качки» не намагався надати своєму опусу повної правдоподібності, нагромаджуючи безглуздя одне на одне, що дозволяло освіченому та критично налаштованому читачеві самостійно зрозуміти, що перед ним вигадка. Так, у першій статті цілком серйозним тоном оголошувалося про створення об'єктива для телескопа-рефлектора, в якому лінзи принципово не використовуються, а відбивачами є дзеркала. Також справедливо вказавши, що за великого ступеня збільшення слабко освітлені об'єкти здаються ще розпливчастішими й нечіткими, Лок у наступному абзаці, суперечачи собі, впевнено заявляв, що рефлектор-гігант, навпаки, покращував видимість тьмяних туманностей, і так далі, відверто знущаючись із невисокої освіченості «середнього читача» та його більш ніж слабким знайомством із теорією та практикою астрономії.
Воднево-кисневий мікроскоп, аж ніяк не вигадка Лока, був інструментом для тодішніх американців новим і майже невідомим, так, у Нью-Йорку він існував у єдиному примірнику, і (що добре знав Лок) невичерпний потік цікавих очікував можливості зазирнути в окуляр цього єдиного мікроскопа, що демонструвався як дивина в Бродвейському музеї[уточнити].
Справді, людей, які мали достатню теоретичну та досвідчену базу для того, щоб зрозуміти, наскільки дешева «місячна качка», було можливо в той час перерахувати на пальцях, і їхні голоси губилися в загальному схвальному шумі.
Більш того, спеціально дотримана «вчена» мова та постійні посилання на математичні викладки, реально, втім, ніколи не наведені, створювали враження, ніби статтю писав європеєць — в очах тодішнього американського читача освіченіший, ніж американець. Авторитет Джона Гершеля також був незаперечним. Як вважають біографи, слава цього вченого в ХІХ столітті могла зрівнятися лише зі славою Альберта Ейнштейна в наступному ХХ столітті.
Крім того, через відсутність телефону та телеграфу, новини з Європи доставлялися виключно пароплавною поштою, запізнюючись часом на кілька тижнів, тому оперативна перевірка правдивості газети не була можливою; до отримання реальних звісток із Великої Британії і тим більше з Південної Африки Лок мав «фору» принаймні кілька тижнів, якою успішно скористався.
Крім того, початок XIX століття був епохою небувалого наукового підйому, коли життя змінювалося буквально на очах — у цей час з'явилися пароплави, залізниці, починалася ера повітроплавання. Віра у всемогутність науки була незаперечною, і вже з цієї причини середній читач готовий був повірити в можливість появи будь-якого, навіть найнеймовірнішого винаходу.

### Суперечка початку XIX століття про можливу населеність Місяця

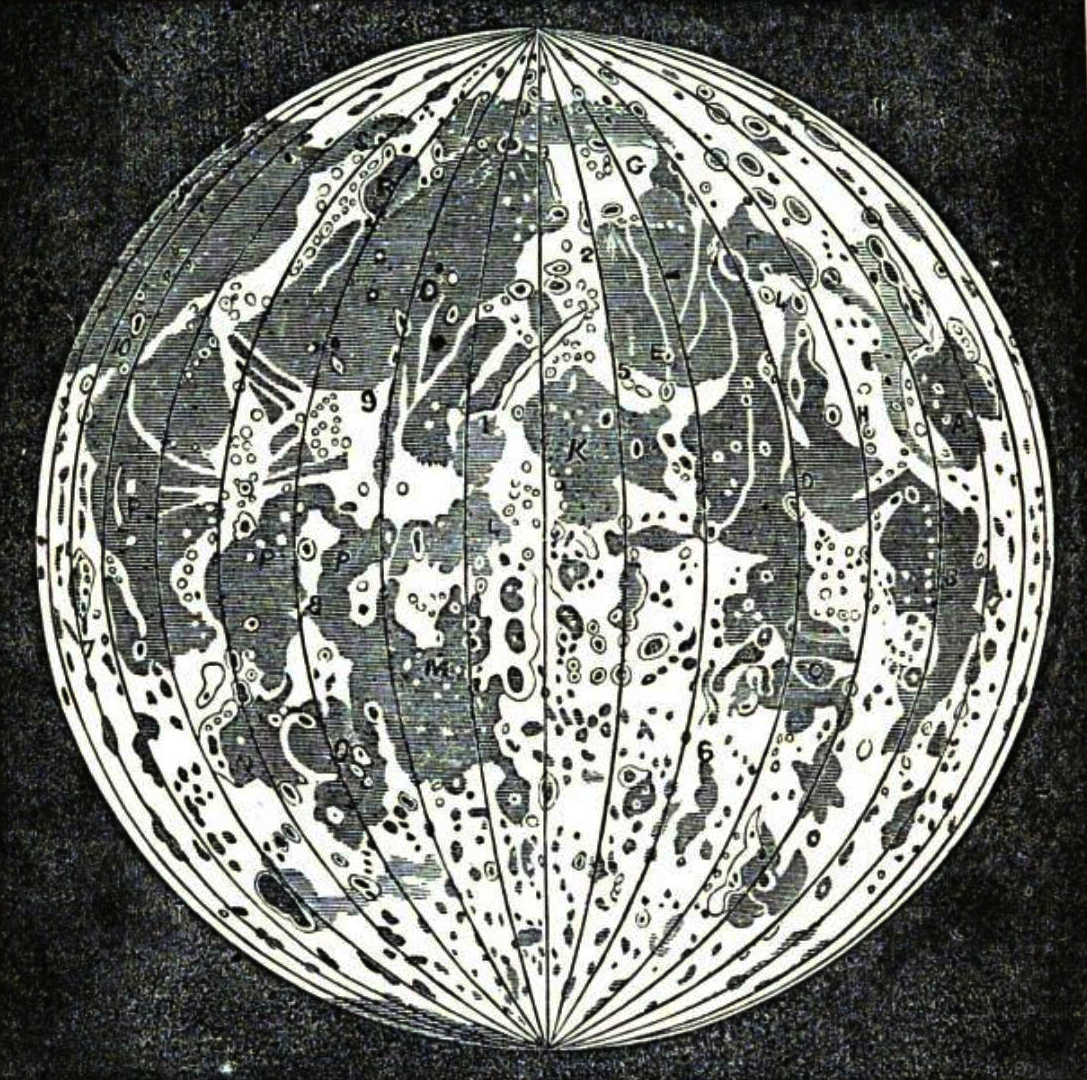
Місяць крізь телескоп лорда Росса, 1856

Хто б не був справжнім автором статті, його намірами було, з одного боку, в тому, щоб написати сенсаційну статтю, яка збільшила би продаж New York Sun, а з іншого — висміяти деякі неймовірні астрономічні теорії, які мали довіру та популярність.
Суперечка про наявність розумного життя у Всесвіті і, зокрема, життя на Місяці, наприкінці XVIII — початку XIX століття з розвитком спостережної астрономії перестала бути суто умоглядною гіпотезою, якою здавалася раніше.
Дійсно, гіпотеза Канта — Лапласа переконливо показала закономірність утворення зірок і планетних систем, схожих на нашу, єдність хімічного складу також говорила на користь припущення про наявність життя, схожого на земне, на інших тілах Сонячної системи. Якщо астрономи минулого виходили в припущенні про подібну можливість із тези про всеблагість Творця, в Новий час як прояви розумної діяльності гіпотетичних місячних жителів часто тлумачилися видимі зміни кольору планетної поверхні, поява і зникнення плям і, зрештою, спостережувані на Місяці структури правильної форми.
Так, Йоганн Кеплер вважав, що кратери на Місяці мають штучне походження і є містами місячних мешканців («ендіміонів»).
Вільям Гершель, батько мимовільного героя місячної «качки», також вважав Місяць населеною і 1780 року писав королівському астроному Невілу Маскеліну: «Безперечно, що на Місяці життя має існувати в тій чи іншій формі…»; П'єр Ґассенді вважав, що умови на Місяці непридатні для земного життя, отже, істоти, які там живуть, організовані інакше, ніж земні. Подібної думки дотримувався директор Берлінської обсерваторії Йоганн Елерт Боде.
Але якщо ці перші припущення були чисто умоглядними, так, зокрема, Боде виходив із посилки всеблагості Творця, то Йоганн Шрьотер у своїх працях, що стосуються кінця XVIII століття, повідомив про спостереження атмосфери, доріг, зеленого поля, каналу і навіть міста на Місяці, а також описав зміни кольору місячної поверхні, пов'язані, на його думку, з рослинністю, появу хмар, туманів та диму, що свідчило про промислову діяльність.
1824 року Франц фон Ґруйтуйзен, професор астрономії Мюнхенського університету, опублікував працю, в якій пов'язував зміни кольору місячної поверхні з рослинністю, а також стверджував, що спостерігав дороги і місто.
Його думку цілком або частково поділяли великий математик і астроном Карл Фрідріх Гаусс, директор Віденської обсерваторії Йозеф Йоганн Літтріов, а також Вільгельм Ольберс, які цілком серйозно дискутували з питання про можливості зв'язку зі селенітами, для чого, наприклад, пропонувалося вирити в Сибіру величезні канали у формі геометричних фігур і, заливши їх гасом, підпалити. Це обговорення, опубліковане в Единбурзькому New Philosophical Journal, потрапивши на очі Локу, і стало для нього основним джерелом натхнення.
Втім, нові спостереження, виконані 1834 року, показали, що Місяць, найпевніш, позбавлений атмосфери, і вже тому на ньому не може існувати ніщо живе. Цю точку зору підтримував, зокрема, Фрідріх- Вільгельм Бессель, при тому що прихильників «натуральної теології», які відстоювали свою думку на підставі простого висновку, що оточувати Землю як єдиний острівець життя хороводом мертвих планет суперечило б божественному задуму та милосердю, подібний факт не переконав. Визнаючи реальність висновку Бесселя, вони, як і раніше, твердо дотримувалися думки, що місячне життя все ж існує — при тому, що дуже відрізняється від земного.
Однак безпосереднім об'єктом сатири Лока був преподобний Томас Дік, шотландський теолог і астроном, відомий у той час як «Християнський філософ» (за назвою своєї першої книги), за підрахунками якого в Сонячній системі було майже 21 891 974 404 480 (тобто трохи менше 22 трильйонів) жителів, а на одному тільки Місяці — 4,2 мільярда. Його книги були надзвичайно популярними у США, причому серед активних пропагандистів учення Діка був такий освічений діяч, як Ральф Емерсон.

## Створення фальшивки

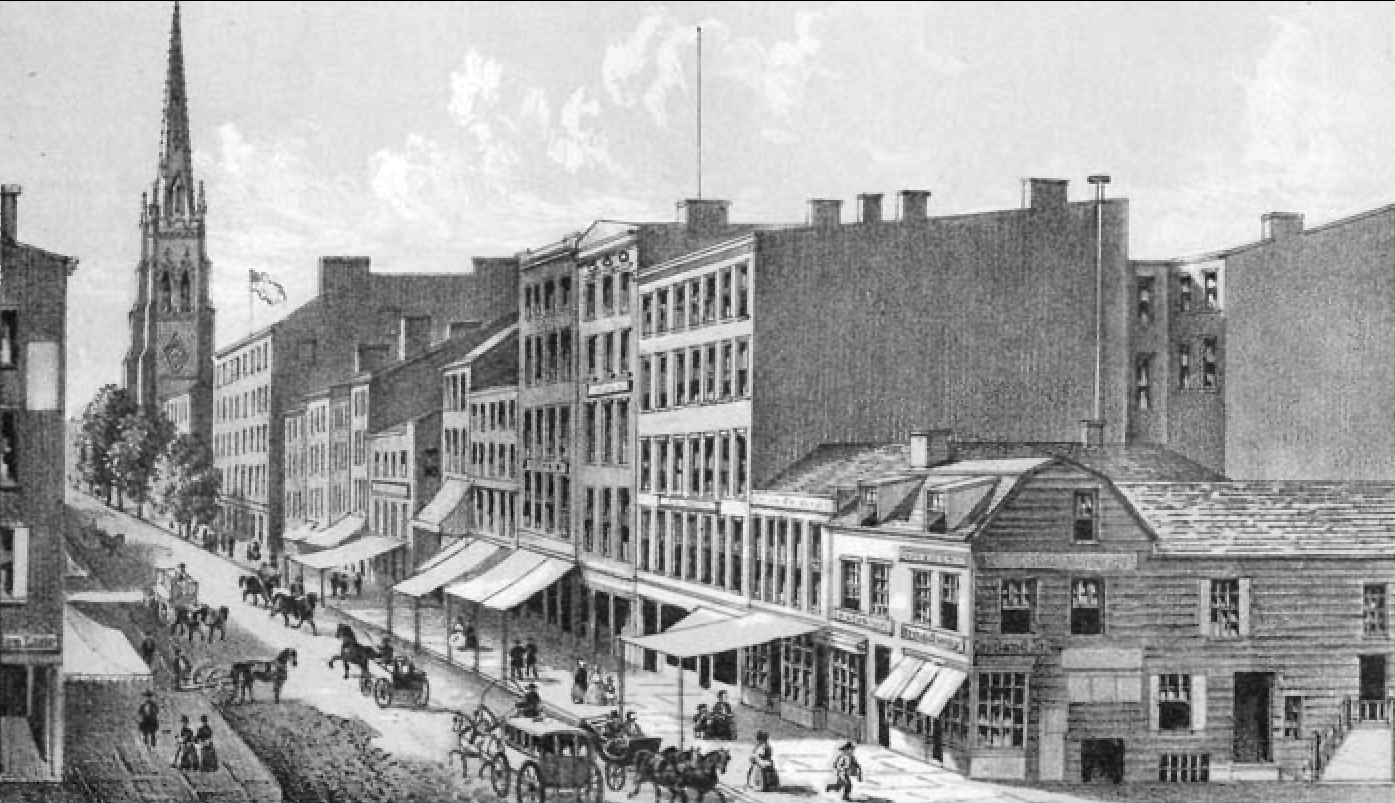
Бродвей 1834 року, Нью-Йорк

За спогадами самого Лока, поштовхом для написання «місячного циклу» стала стаття преподобного Томаса Діка в Единбурзькому New Philosophical Journal за 1826 рік, присвячена питанню наявності життя в Сонячній системі і, зокрема, на Місяці. Журналіст, який жваво цікавився розвитком науки, нібито чимало посміявся з ґонору Діка, який пропонував для негайного встановлення зв'язку з жителями Місяця викласти в Сибіру величезні геометричні фігури з каменю і далі, спостерігаючи за нашим супутником у телескоп, чекати, коли місячани у відповідь зроблять те ж саме . Дік, у свою чергу, спирався на відкриття Ґруйтуйзена, який незадовго до того оголосив про спостереження на Місяці міста, оточеного фортечними стінами, і подальшу нібито згоду прославленого математика Карла Фрідріха Гаусса (чий авторитет у XIX столітті був виключно високим) з тим планом. Дослівно пасаж, який привернув увагу містифікатора, звучав так:
|  | Ґруйтуйзен у розмові з великим європейським астрономом Гауссом, описав попередньо фігури, які він виявив на Місяці, припустив, що слід налагодити зв'язок із її мешканцями. Він нагадав Гауссу, що багато років тому той уже пропонував подібне до Ціммерману. Гаусс у свою чергу відповів, що цілком згоден із пропозицією побудувати геометричну фігуру на одній із сибірських рівнин, оскільки, з його точки зору, будь-який зв'язок із жителями Місяця можна встановити виключно за допомогою математичних виразів та ідей, які, без сумніву, збігаються з нашими. |

Лока, за його словами, чимало потішив апломб, з яким учені мужі заздалегідь приймали на віру, що 1) місячани існують, 2) мають органи зору, 3) досить розвинені, щоб мати телескопи, 4) цікавляться Землею і тим, що відбувається на ній. 5) займаються математикою; 6) зрозуміють, що від них хочуть, і забажають відповісти подібним.
Подальше прочитання праць доктора Діка («Християнський філософ», «Небесний пейзаж» тощо) ще зміцнило в ньому бажання висміяти пихатість і безапеляційність цього шотландського священика, який змішував докупи релігію й науку і пропонував замість суворих доведень посилання на умоглядні висновки в стилі середньовічної схоластики. Це змішання доходило до того, що преподобний Дік цілком серйозно звинувачував у землетрусах, виверженнях вулканів, цунамі та інших природних потрясіннях на нашій планеті Адама та Єву, які фактом гріхопадіння нібито змінили положення земної осі відносно площини земної орбіти. Він же, розвиваючи в цих працях нічим не обґрунтований висновок про «великого генія місячан», бичував уряди за те, що вони витрачають мільйони на «гонитву за безплідними амбіціями», і вимагав натомість негайно почати будувати в Сибіру чи іншій досить плоскій та відкритій місцевості гігантський трикутник чи еліпс площею кілька миль, на що, на його думку, можна було використати силу й енергію численних безробітних, вирішивши в такий спосіб ще одну соціальну проблему.
Також від уваги журналіста не вислизнуло, що, попри всю безглуздість та неможливість вимог доктора Діка, його праці мали величезну популярність як у Європі, так і в Америці, і на початку 30-х років XIX століття майже обов'язково були наявні в будь-якій публічній бібліотеці та у багатьох приватних зібраннях, значно випереджаючи за накладами праці серйозних учених. Доходило до того, що в шкільних підручниках тієї епохи Діка звеличували як «видатного астронома», причому безглуздість і необґрунтованість його висновків ніби затушовувалась їх сенсаційністю.
Починаючи роботу над фальшивкою, Лок, знову ж таки за його словами, спирався на незаперечний авторитет, який мала в Америці європейська наука. Edinburgh Journal of Science, що був справді солідним науковим виданням, який Локк подав як джерело відомостей, перестав існувати за три роки до появи «качки», злившись із Edinburgh New Philosophical Journal — при тому, що для більшості американських читачів, через поганий зв'язок із Європою, ця новина була невідома, інші ж, як власне й виявилося, списали її на помилку журналіста, який сплутав колишню й нову назву. Більш того, жодного «додатку» до цього журналу ніколи не існувало, але й це списали на помилку, причому публіка, поглинена сенсаційністю матеріалу, і цьому не надала уваги.
Іншим джерелом натхнення для Лока стала книга Джона Гершеля «Досвід астрономії», що вийшла у США 1834 року, в якій той, не заходячи, втім, настільки далеко як преподобний Дік, остаточно не відкидав можливості місячного життя, відзначаючи, проте, що за сучасного йому рівня розвитку астрономії не можна зробити остаточного висновку про його наявність чи відсутність. У цій праці він писав: «Слід кардинально поліпшити наявні телескопи, лише за цієї умови нам вдасться, можливо, розглянути сліди діяльності місячних жителів, такі як промислові будівлі або зміни поверхні планети».
Величезний телескоп прямо запозичено з праці Діка «Небесний пейзаж», у якій він мріяв про «повітряний рефлектор», здатний показати Місяць «як із відстані триста ярдів». Творцем такої неймовірної машини став видавець все того ж Edinburgh New Philosophical Journal Девід Брюстер, шотландський астроном і справді видатний фахівець у галузі оптики, який був не меншим прихильником можливості місячного життя.
Сам Локк пізніше запевняв, що, створюючи свій місячний цикл, він збирався, взявши за основу теорію Діка, висміяти легковір'я вченого світу і недалекість та потяг до сенсацій більшої частини освіченої публіки. Втім, на думку сучасних дослідників, не меншою підставою для того могла бути сума гонорару, оскільки Локк і в той час, і пізніше дуже потребував грошей.

## Історія публікації

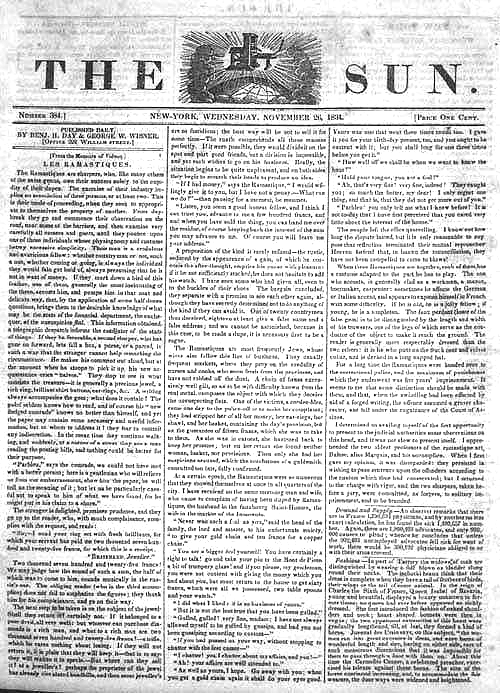
Передовиця Sun першої третини XIX століття.

Припускають, що безпосереднім поштовхом до публікації була пожежа, яка знищила на початку серпня редакцію головного конкурента Sun — New York Herald, яку випускав Джеймс Гордон Беннетт. Власник Sun негайно скористався ситуацією, бажаючи збільшити кількість продажів і розширити передплату (що йому зрештою і вдалося). Крім того, найближчим часом, поки Беннетт намагався знайти нову будівлю для своєї редакції та якось покрити збитки від пожежі, Sun могла не побоюватися критики та глузувань. Справді, тільки-но 31 серпня робота New York Herald відновилася, а Sun випустила останню, шосту частину циклу, у конкурентному виданні з'явилася нищівна стаття під назвою «Викриття астрономічної „качки“». Назвавши на повний голос справжнім автором циклу Річарда Лока, Беннетт навів як доказ розмову, що нібито сталася між ними під час слухання чергового процесу в суді присяжних, коли Лок обмовився, що займається «астрономією та оптикою». Втім, Беннетт повів проти конкурента нечисту гру, поспішивши звинуватити Лока в «романі з покоївкою, що закінчився вельми пікантною ситуацією», чим викликав з боку останнього цілком справедливе обурення, тоді як публіка, ажіотована повідомленнями про місячне життя, практично не звернула уваги на їхню перепалку.
Однак, за спогадами Мозеса І. Біча, зятя основного власника газети Бенджаміна Дея, колишній співвласник — містер Візнер — вирішив продати свою частку акцій, після чого Біч, який внаслідок цієї угоди став співвласником видання, викликав до себе Лока і запропонував тому «скласти якесь оповідання, щоб у такий спосіб ще більше підняти наклади газети, яка й так упевнено набирає популярності». Той запропонував для майбутньої «качки» назву «Місячна історія» і далі розвинув її у вже відомий матеріал.
Цикл статей анонсовано 21 серпня 1835 року короткою заміткою, нібито передрукованою з видання The Edinburgh Courant, у якій повідомлялося про «неймовірні відкриття, які сер Джон Гершель зробив за допомогою телескопа нової будови». Першу із шести статей опубліковано 25 серпня того ж року. Наступні випуски виходили щодня; остання, шоста стаття вийшла 31 серпня 1835 року, через день після п'ятої.
За спогадами самого Лока, які передав пізніше його друг Вільям Гріггс у «Історії знаменитої місячної „качки“», за цикл статей Лок отримав 300 доларів, досить солідну суму на ті часи (так, звичайна плата для редактора Sun становила 12 доларів на тиждень). На противагу цьому власник Sun Бенджамін Дей запевняв через багато років, ніби, погодившись із вимогами Лока, він заплатив тому «500 або 600 доларів», тобто за одну цю роботу редактор отримав суму, рівну своєму річному окладу, і все ж таки програв, оскільки тираж, що злетів до небес, приніс власникам небачений на той час прибуток.

## Реакція та наслідки
Після публікації наклад газети різко зріс, на додаток до нього довелося додрукувати ще 60 тис. примірників, розпроданих протягом наступного місяця. Америку було ажіотовано. Першого ж дня наклади підскочили до 15 тис. примірників, далі, згідно з офіційним повідомленням редакції Sun, третього дня, коли напруга досягла максимуму, 15 440 примірників викупили передплатники газети в Нью-Йорку, 700 у Брукліні, ще 2 тис. продано на вулицях і 1220 в інших місцях, так що тираж газети досяг рекордного значення 19 360 копій, залишивши далеко позаду навіть найбільшу London Times із її 17-тисячним тиражем і вийшовши на перше місце в світі з продажу серед щоденних видань. За спогадами власника, «щоб задовольнити попит, друкарський верстат мусив працювати по десять годин на день. Публіка з більшим чи меншим нетерпінням чекала третьої години дня, щоб отримати вісті з Місяця».
Реакція була справді приголомшливою. Френк О'Брайєн, автор книги, присвяченої історії газети Sun, пізніше писав:
|  | У Нью-Йорку припинилися розмови про работоргівлю, високу вартість життя (...) і подібні теми, які набили оскому, весь час присвячувався виключно обговоренню місячних мишолюдей. Редакцію Sun брали в облогу нетерплячі читачі, які бажали придбати номери газети, які вже вийшли, і переповнювали вимоги надіслати їх поштою. |

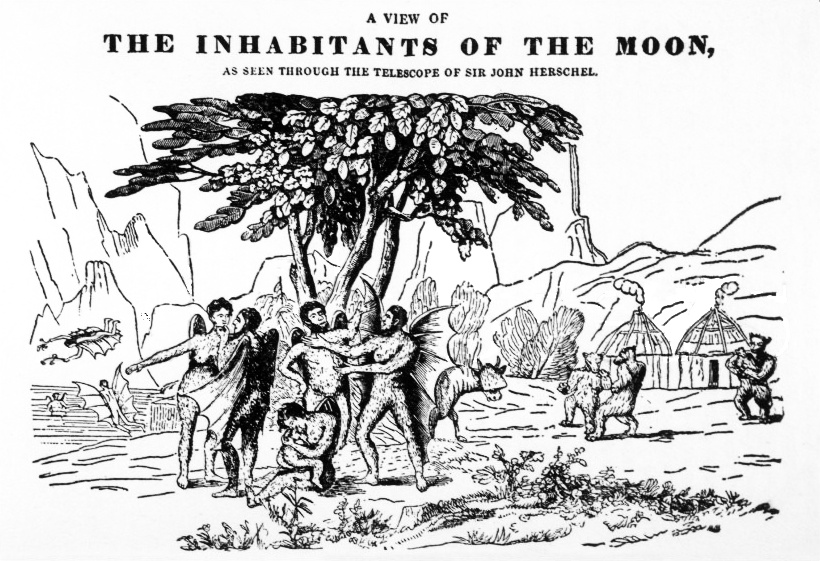
«Місячні жителі». Гравюра з англійського перевидання 1836 року. На задньому плані видно хатини розумних бобрів і їх мешканців.

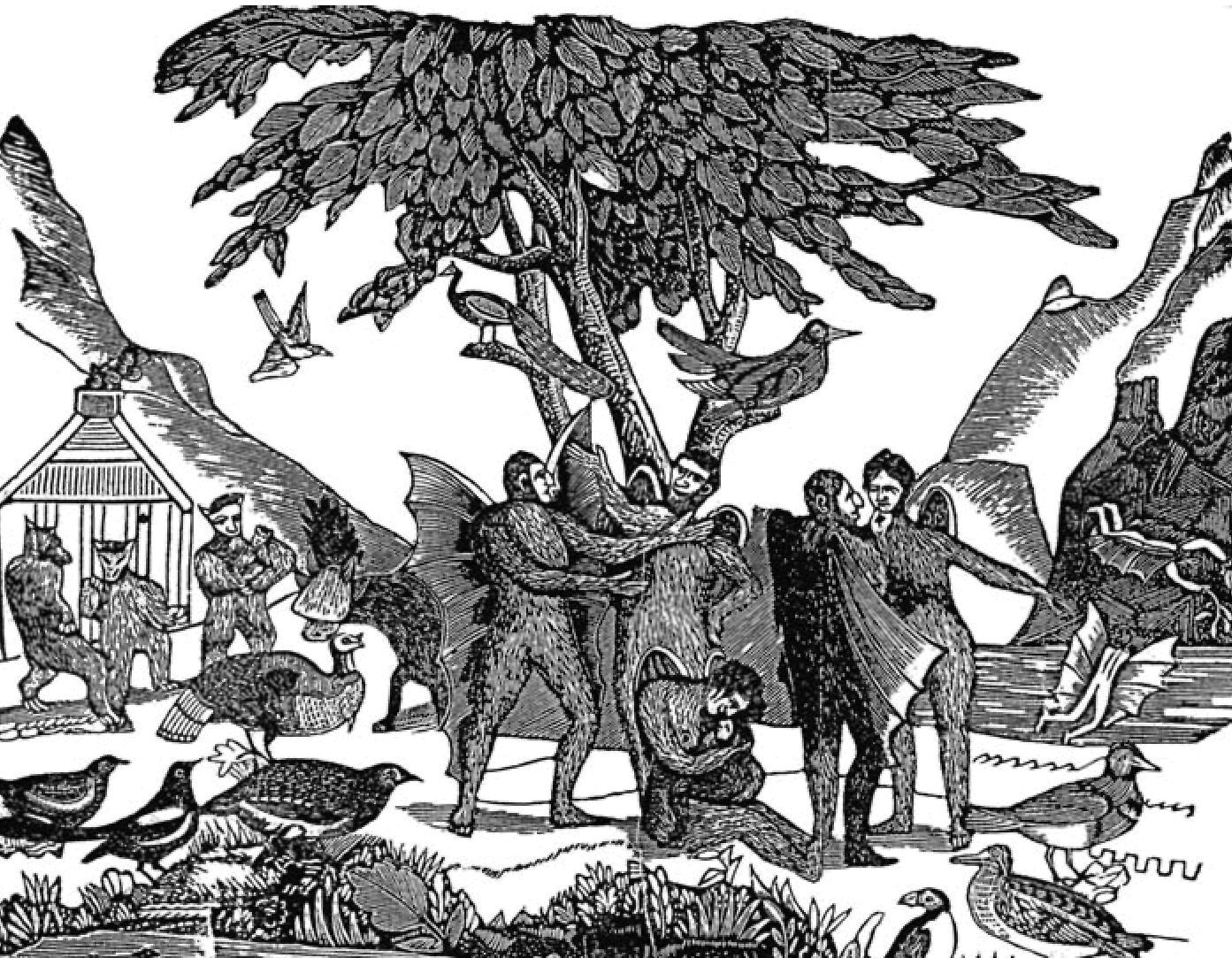
Подібна гравюра з іншого видання (Welsh edition).

Письменники, вчені і просто любителі сенсацій гадали, чим подібне відкриття може обернутися для людства; конкурентні видання, щоб не відстати, навперебій передруковували в себе репортажі зі Sun, запевняючи, що мають доступ безпосередньо до першоджерела, причому до «качки» поставилися з повною довірою такі шановні видання як New York Times та U. S. Gazette. Газети запевняли пересічного читача, ніби репортаж із Південної Африки « цілком правдивий і науково обґрунтований». Слідом за Нью-Йорком, фальшивкою зацікавилися і провінційні видання, зокрема в Олбані та Філадельфії вийшли друком точні копії місячної історії з більш чи менш помпезними коментарями. Нарешті, якщо вірити Гаррієт Мартіно, якась релігійна місія, що розташовувалася в Спрингфілді (Массачусетс), серйозно перейнялася питанням про можливість направлення на Місяць кількох своїх представників, щоб цивілізувати і хрестити місцеве населення; дійшло до того, що до редакції Sun спеціально прибула делегація професорів Єльського університету, щоб викупити копію Journal of Science, з якої нібито було передруковано репортаж. Локу ледь вдалося уникнути неприємних питань, цього разу уникнувши викриття.
Обман розкрився лише за кілька тижнів після публікації, коли редакція New York Journal of Commerce, яка від початку відверто сумнівалася в справжності сенсації, зажадала нарешті надати оригінал статті, отриманої з Единбурга, і загнаний в кут Лок змушений був зізнатися в обмані. Досі невідомо, як це сталося. Якщо офіційна версія, викладена власне в Journal of Commerce, припускає, що Лока зумів своїми наполегливими питаннями змусити нарешті оголосити своє авторство їхній кореспондент на прізвище Фінн, причому сталося це в самій редакції Sun, то сучасні дослідники Сьюзен Томпсон і Браян Торнтон припускають дещо інше тлумачення: Фінн, знаючи про пристрасть Лока до спиртного, зумів підпоїти його і таким чином вивідати правду; причому Торнтон вважає, що це сталося в барі Вашингтон-готелю. Втім, сам Лок так ніколи публічно і не зізнався у своєму авторстві, озвавшись на звинувачення лише спробою перекласти відповідальність на європейців. У короткій замітці його авторства в Sun від 16 вересня 1835 року йшлося:
|  | Деякі наші читачі надсилають до редакції листи з вимогою зізнатися нарешті в тому, що випущені раніше статті були лише нами ж створеною «газетною качкою», що ми аж ніяк не можемо зробити, не отримавши попередньо запевнення в тому від англійських та шотландських видань. |

Вважають, що публіка, усвідомивши нарешті, наскільки майстерно підманули, гучно потішалася над власним легковір'ям, оскільки наклади газети не впали.
Більш того, через два роки після викриття фальшивки її кілька разів випускали окремим виданням, із літографіями, і вже правдиво вказуючи, що це не більше ніж «качка» авторства Лока, і все ж тиражі розходилися, приносячи додатковий прибуток винахідливому фальсифікатору. Так, відомі англійське, італійське, німецьке, французьке, російське видання 1836 року, а також нью-йоркське 1856 року. Також, за словами Бенджаміна Дея, Лок отримав непоганий прибуток, торгуючи літографіями із зображенням селенітів.
Ентузіасти місячного життя палко відстоювали свої переконання доти, поки «качці» не поклали край особисті запевнення самого Гершеля, що історія, опублікована в Sun, є цілковитою вигадкою. Втім, багато скептиків і після цього залишилися при своїй думці.

## Реальні спостереження Джона Гершеля

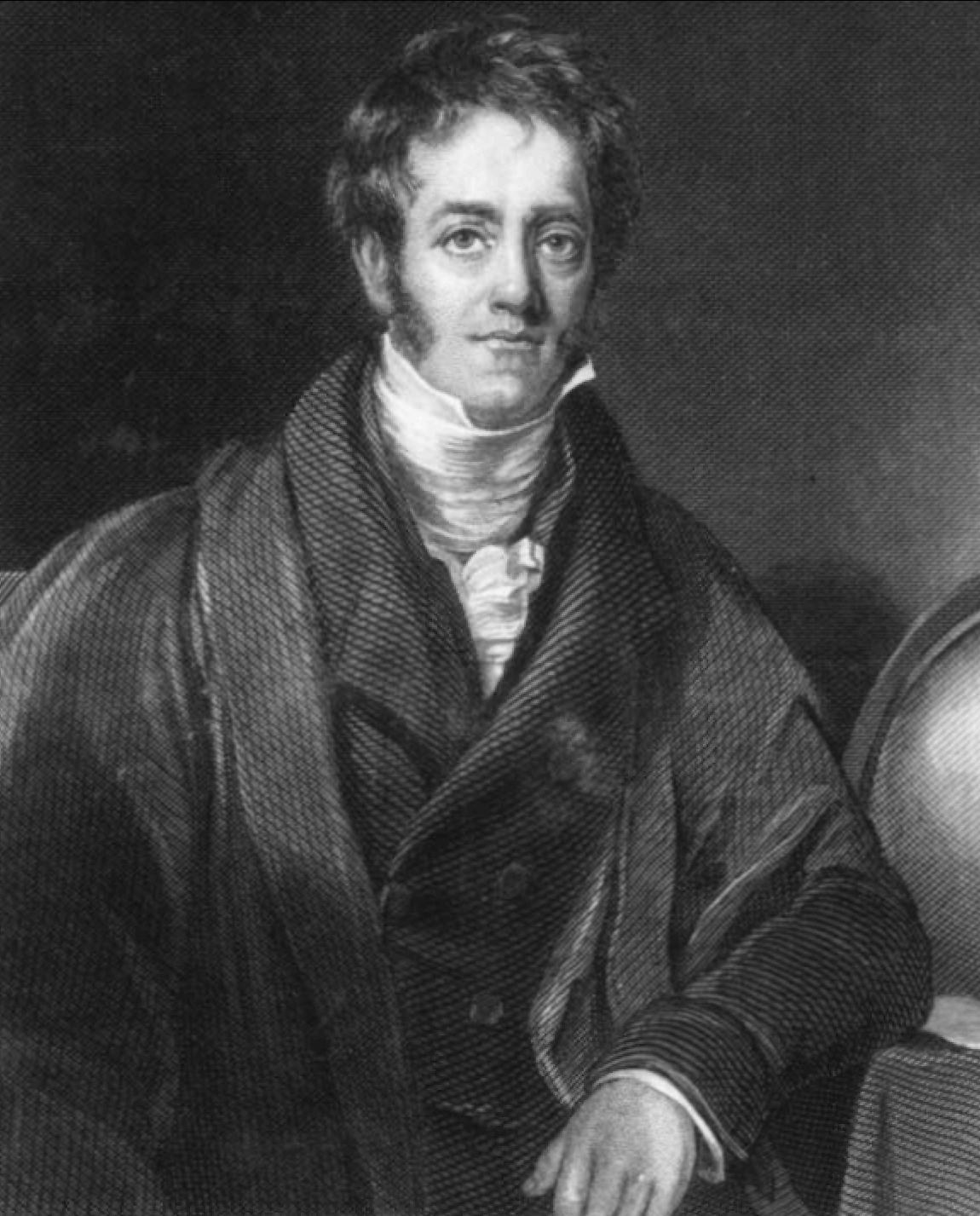
Сер Джон Гершель під час експедиції до Південної Африки (близько 1835 року)

У листопаді 1833 року Джон Гершель справді вирушив до Південної Африки, посланий Королівським астрономічним товариством для складання, зокрема, зоряної карти Південної півкулі. У його розпорядженні був цілком звичайний для того часу 20-футовий рефлектор із діаметром дзеркала в 18,25 дюймів, а не величезних розмірів механізм, докладно описаний у «качці». Його супроводжували дружина Маргарет, троє малолітніх дітей, служниця і два помічники, жоден з яких, втім, не носив прізвища Грант.
Причиною, що спонукала корону оплатити досить дорогу подорож, зазвичай називають розрив між англійськими і французькими досягненнями в галузі астрономії.
Вважають, що сам Гершель погодився на цю подорож, виконуючи прохання покійного батька, який присвятив себе серед іншого спостереженню туманностей Північної півкулі, при тому, що Південне небо залишалося багато в чому невивченим. Спостережень Едмунда Галлея та абата де Лакайля на острові Святої Олени 1676—1678 років було явно недостатньо, оскільки небо над островом було часто затягнуте хмарами, тому реальний результат досліджень виявився досить скромним.
Гершель висадився на мисі Доброї Надії в січні 1834 року, а повернувся до Англії через чотири роки. Іронія полягає в тому, що в цій подорожі він не мав на меті спостереження Місяця і справді цього не робив. Натомість його увагу привертала комета Галлея, йому вдалося розрахувати силу взаємодії між нею і Сонцем, передбачивши існування сонячного вітру, і довести факт її поступового випаровування через витікання газів з кометного хвоста. Він також склав каталог об'єктів Південного неба, що включав 1707 туманностей і 2102 подвійні зорі, замалював вигляд Великої Магелланової Хмари та туманності Оріона та визначив яскравість близько 200 зір.
Уривчастих чуток про цю подорож, що доходили до США, а також додаткової таємничості та натяків на «секретну місію», вигаданих автором «качки», вистачило для створення однієї з найбільших містифікацій у газетному світі.
Довгий час сам Гершель не підозрював, які неймовірні відкриття йому приписано. Він жартував, що його реальні спостереження ніколи не були такими захопливими. Щоправда, згодом його почали дратувати питання тих, хто все ще вважав цей репортаж правдивим.

## Місячна «качка» та Едгар Аллан По
Едгар Аллан По розумівся в літературних обманах і сам був автором шести з них. За цікавим збігом, йому також потрапила на очі книга Джона Гершеля «Досвід астрономії», у якій вчений, який мав безумовний авторитет, стверджував, що на Місяці в тій чи іншій формі існує життя. Абсолютно незалежно від Локка, він також вирішив використати сліпу віру публіки у всемогутність науки, випустивши цього разу містифікацію на «місячну» тему.
У цьому оповіданні, названому спочатку «Ганс Пфааль. Оповідання», спершу мав фігурувати персонаж, який побудував гігантський телескоп і в такий спосіб побачив на Місяці більше від інших. Однак, якщо вірити збереженим спогадам, друзі відмовили його від подібного пасажу на тій підставі, що «побудова гігантського телескопа буде виглядати занадто неправдоподібно» і це перешкодить успіху містифікації. Погодившись із цим, По відправив свого героя, вбивцю, що уникнув покарання завдяки неймовірному збігу обставин, на Місяць за допомогою повітряної кулі, склеєної з перкалю, вкритого шаром каучукового лаку.
Відверте фіглярство на цьому не закінчувалося: подорож припадала на 1 квітня, а сам засіб пересування мав вигляд «блазенського ковпака», крім того в оповіданні фігурували персонажі з безглуздими іменами, такі як професор Тамтарам (англ. Rubadub) і Минхер Гордіюс ван Недогерцог (англ. Mynheer Superbus Von Underduk).
Історію Ганса Пфааля вперше опубліковано в журналі Southern Literary Messenger у кінці червня 1835 року, тобто за кілька тижнів до виходу першої статті місячного циклу.
Спочатку По задумував і другу частину, в якій Пфааль мав описати потворних, безвухих і німих жителів Місяця, їхній одяг, звичаї, політичний устрій і клімат на планеті. Однак її появі перешкодила блискуча містифікація Лока — тоді як «Ганс Пфааль» був явно пародійним, місячна «качка» претендувала на правдивість і серйозність, і вже тому оповідання По явно програвало у порівнянні з нею. Нині це оповідання вважають одним із прабатьків наукової фантастики; тоді ж воно виявився практично непоміченим, увагу публіки прикував цикл статей у Sun. Роздратований По на повний голос називав цей цикл містифікацією, а його автора — плагіатором, запевняючи, що сюжет прямо вкрадено в нього, проте публіка, яка жадала дива, висміяла автора «Пфааля».
Пізніше Лок, який вже визнав своє авторство, так само публічно відхрещувався від звинувачення в плагіаті і присягався, що ніколи не бачив і не читав твір про Пфааля. А Едгар По опублікував примітки до свого оповідання, в яких міркував про містифікацію Лока. Вважають, що По зрештою пробачив нью-йоркського журналіста, але до кінця життя заздрив його успіху.

## Наслідування
Приголомшливий успіх першої місячної «качки» багато в чому вплинув на наслідувачів, які охоче підхопили астрономічну тему.
Так, 1874 року в газеті New York World з'явилося повідомлення, ніби астрономи, які спостерігали Місяць, встановили, що його поверхнею розходяться тріщини і невдовзі супутник Землі загрожує розвалитися частини. Особливого інтересу повідомлення не викликало.
Куди більший резонанс мала «качка» під назвою «Місячні в'язні» (Prisoners of the Moon), яку запустила в лютому 1876 року газета Chicago Times, у якій повідомлялося, ніби під Парижем побудовано черговий гігантський телескоп, за допомогою якого на поверхні Місяця вдалося роздивитися будівлі індустріального типу та робітників, скутих разом одним ланцюгом. Це мало, мабуть, означати, що на Місяці існує рабство або використання підневільної праці в'язнів.
І, нарешті, одна з газет Нової Англії 1897 року порадувала читачів повідомленням, що планета Венера є насправді електричним ліхтарем, який піднімають над Сірак'юсом і, починаючи з 9-ї години вечора, поступово опускають .
Звичайно, певну читацьку увагу ці та подібні «качки» привертали, але жодна з них не могла похвалитися успіхом, навіть віддалено порівнянним із тим, який мала пустотлива витівка Локка.